# Wrzód Cushinga
Wrzód Cushinga (zespół von Rokitansky'ego-Cushinga, ang. Cushing ulcer) – ostry wrzód żołądka, powstający wskutek urazowego lub jatrogennego uszkodzenia mózgu. Przypuszcza się, że wrzód powstaje w mechanizmie zwiększonego wydzielania kwasu solnego przez komórki okładzinowe żołądka po nadmiernej stymulacji jąder czaszkowych nerwu błędnego przez zwiększone ciśnienie śródczaszkowe. Nazwa zespołu pochodzi od Harveya Cushinga.